# Nikica Jelavić
Nikica Jelavić (Čapljina, 27 agosto 1985) è un ex calciatore croato, di ruolo attaccante, allenatore della sezione U-19 della Lokomotiva Zagabria.

## Caratteristiche tecniche
Jelavić è un centravanti d'area, possente fisicamente, efficace nel gioco aereo, freddo sotto rete, nonché dotato di un'ottima tecnica individuale. In grado di fare reparto da solo, predilige proteggere palla con il fisico per favorire gli inserimenti dei compagni di squadra.
Con l'arrivo di Moyes sulla panchina dell'Everton, cambia il suo stile di gioco, trasformandosi da centravanti puro - avulso dal gioco corale di squadra - a terminale offensivo della manovra, aiutando i compagni di squadra in fase di non possesso con continui ripiegamenti in fase difensiva volti a pressare il portatore di palla avversario.

## Carriera

### Giocatore

#### Club

##### Hajduk Spalato
Entra a far parte nelle giovanili dell'Hajduk Spalato all'età di 15 anni, tuttavia ha giocato la sua prima partita in prima squadra all'età di 17. Durante il suo periodo all'Hajduk ha sofferto un sacco di infortuni che gli hanno impedito di giocare regolarmente. Dopo aver recuperato dagli infortuni diventa titolare in prima squadra nella stagione 2006-07 in Prva HNL giocando 22 partite e segnando 5 reti.

##### Zulte Waregem
Nel luglio 2007 passa al club belga, dove gioca per una stagione segnando 3 goal in 23 partite.

##### Rapid Vienna
Nel luglio 2008 firma per gli austriaci, dove in totale (coppe comprese) gioca 95 partite segnando 43 reti.

##### Glasgow Rangers
Il 20 agosto 2010 passa al club scozzese, dove in totale (coppe comprese) colleziona 55 partite e 36 reti.

##### Everton
Il 31 gennaio 2012 si trasferisce all'Everton, per 6.5 milioni firmando un quadriennale. In due anni con i Toffees totalizza globalmente (coppe comprese) 69 partite e 21 reti.

##### Hull City
Il 15 gennaio 2014 passa all'Hull City, per circa 7.8 milioni di euro.

##### West Ham
Il 1º settembre 2015 passa al West Ham Utd.

##### Cina
Il 15 febbraio 2016 firma con i pechinesi del Renhe.

##### Ritiro
Il 1º marzo 2021, all'età di 35 anni, annuncia il suo ritiro dal calcio giocato.

#### Nazionale
Nel 2007, Jelavić viene convocato nella Nazionale croata per le qualificazioni al campionato europeo di calcio 2008, sebbene non scenda in campo in nessuna delle partite di qualificazione per la competizione. Jelavić esordisce in nazionale maggiore l’8 ottobre 2009, in un'amichevole contro il Qatar a Fiume, subentrando al 64º minuto a Ivan Klasnić e realizzando anche il suo primo gol internazionale, che assicura alla sua squadra la vittoria per 3-2 negli ultimi istanti della partita. Il 14 ottobre 2009, colleziona la sua prima presenza ufficiale in una gara competitiva con la Croazia, nell'ultima partita delle qualificazioni al Campionato mondiale di calcio 2010 contro il Kazakhstan ad Astana, entrando nuovamente al posto di Klasnić al 77º minuto.
Nel 2010, disputa cinque partite con la nazionale, segnando il gol del pareggio nell’amichevole terminata 1-1 contro la Slovacchia a Bratislava.
Jelavić viene convocato per gli Europei 2012, dove segna il suo primo gol ufficiale in una competizione internazionale nella partita d’esordio della Croazia contro la Repubblica d'Irlanda, conclusasi 3-1. Scende in campo anche nelle partite del girone contro Italia e Spagna, ma non va a segno e la Croazia viene eliminata nella fase a gironi.

### Allenatore
Nel gennaio 2023 intraprende la carriera da allenatore prendendo le redini della sezione U-19 della Lokomotiva Zagabria. Il 3 maggio seguente guida la sezione U-19 dei Lokosi alla vittoria della Coppa di Croazia di categoria, dopo aver superato per 1-0 in finale i pari d'età della Dinamo Zagabria. Due stagioni dopo, guida nuovamente la formazione U-19 della Lokomotiva alla vittoria della Coppa di Croazia, conquistando inoltre il campionato croato di categoria.

## Statistiche

### Presenze e reti nei club
Statistiche aggiornate al 22 ottobre 2017.
| Stagione                 | Squadra                  | Campionato               | Campionato | Campionato | Coppe nazionali | Coppe nazionali | Coppe nazionali | Coppe continentali | Coppe continentali | Coppe continentali | Altre coppe | Altre coppe | Altre coppe | Totale | Totale |
| Stagione                 | Squadra                  | Comp                     | Pres       | Reti       | Comp            | Pres            | Reti            | Comp               | Pres               | Reti               | Comp        | Pres        | Reti        | Pres   | Reti   |
| ------------------------ | ------------------------ | ------------------------ | ---------- | ---------- | --------------- | --------------- | --------------- | ------------------ | ------------------ | ------------------ | ----------- | ----------- | ----------- | ------ | ------ |
| 2002-2003                | Hajduk Spalato           | 1.HNL                    | 1          | 0          | CC              | 1               | 0               | CU                 | 0                  | 0                  | -           | -           | -           | 2      | 0      |
| 2003-2004                | Hajduk Spalato           | 1.HNL                    | 2          | 0          | CC              | 0               | 0               | CU                 | 0                  | 0                  | -           | -           | -           | 2      | 0      |
| 2004-2005                | Hajduk Spalato           | 1.HNL                    | 0          | 0          | CC              | 0               | 0               | UCL                | 0                  | 0                  | SC          | 0           | 0           | 0      | 0      |
| 2005-2006                | Hajduk Spalato           | 1.HNL                    | 9          | 3          | CC              | 2               | 0               | UCL                | 0                  | 0                  | SC          | 0           | 0           | 11     | 3      |
| 2006-2007                | Hajduk Spalato           | 1.HNL                    | 22         | 5          | CC              | 4               | 2               | -                  | -                  | -                  | -           | -           | -           | 26     | 7      |
| Totale NK Hajduk Spalato | Totale NK Hajduk Spalato | Totale NK Hajduk Spalato | 34         | 8          |                 | 7               | 2               |                    | 0                  | 0                  |             | 0           | 0           | 41     | 10     |
| 2007-2008                | Zulte Waregem            | D1                       | 23         | 3          | CB              | 2               | 0               | -                  | -                  | -                  | -           | -           | -           | 25     | 3      |
| 2008-2009                | Rapid Vienna             | BL                       | 34         | 7          | CA              | 3               | 1               | UCL                | 2                  | 0                  | -           | -           | -           | 39     | 8      |
| 2009-2010                | Rapid Vienna             | BL                       | 33         | 18         | CA              | 3               | 2               | UEL                | 12                 | 9                  | -           | -           | -           | 48     | 29     |
| ago. 2010                | Rapid Vienna             | BL                       | 4          | 2          | CA              | 0               | 0               | UEL                | 4                  | 4                  | -           | -           | -           | 8      | 6      |
| Totale Rapid Vienna      | Totale Rapid Vienna      | Totale Rapid Vienna      | 71         | 27         |                 | 6               | 3               |                    | 18                 | 13                 |             | -           | -           | 95     | 43     |
| ago. 2010-2011           | Rangers                  | SPL                      | 23         | 16         | SC+CdL          | 1+3             | 0+3             | UCL+UEL            | 0+1                | 0                  | -           | -           | -           | 28     | 19     |
| 2011-gen. 2012           | Rangers                  | SPL                      | 22         | 14         | SC+CdL          | 1+1             | 1+1             | UCL+UEL            | 2+2                | 0+1                | -           | -           | -           | 28     | 17     |
| Totale Rangers           | Totale Rangers           | Totale Rangers           | 45         | 30         |                 | 6               | 5               |                    | 5                  | 1                  |             | -           | -           | 56     | 36     |
| gen.-giu. 2012           | Everton                  | PL                       | 13         | 9          | FACup+CdL       | 3+0             | 2               | -                  | -                  | -                  | -           | -           | -           | 16     | 11     |
| 2012-2013                | Everton                  | PL                       | 37         | 7          | FACup+CdL       | 5+1             | 1+0             | -                  | -                  | -                  | -           | -           | -           | 43     | 8      |
| 2013-gen. 2014           | Everton                  | PL                       | 9          | 0          | FACup+CdL       | 1+0             | 2               | -                  | -                  | -                  | -           | -           | -           | 10     | 2      |
| Totale Everton           | Totale Everton           | Totale Everton           | 59         | 16         |                 | 10              | 5               |                    | -                  | -                  |             | -           | -           | 69     | 21     |
| gen.-giu. 2014           | Hull City                | PL                       | 16         | 5          | FACup+CdL       | 0               | 0               | -                  | -                  | -                  | -           | -           | -           | 16     | 5      |
| 2014-2015                | Hull City                | PL                       | 26         | 8          | FACup+CdL       | 0               | 0               | UEL                | 3                  | 0                  | -           | -           | -           | 29     | 8      |
| ago. 2015                | Hull City                | FLC                      | 4          | 1          | FACup+CdL       | 0+1             | 0               | -                  | -                  | -                  | -           | -           | -           | 5      | 1      |
| Totale Hull City         | Totale Hull City         | Totale Hull City         | 46         | 14         |                 | 1               | 0               |                    | 3                  | 0                  |             | -           | -           | 50     | 14     |
| ago. 2015-feb. 2016      | West Ham                 | PL                       | 13         | 1          | FACup+CdL       | 2+0             | 1               | -                  | -                  | -                  | -           | -           | -           | 15     | 2      |
| 2016                     | Beijing Renhe            | CL1                      | 29         | 15         | CC              | 0               | 0               | -                  | -                  | -                  | -           | -           | -           | 29     | 15     |
| 2017                     | Guizhou Zhicheng         | CSL                      | 23         | 13         | CC              | 0               | 0               | -                  | -                  | -                  | -           | -           | -           | 23     | 13     |
| Totale carriera          | Totale carriera          | Totale carriera          | 343        | 127        |                 | 32              | 16              |                    | 26                 | 14                 |             | 0           | 0           | 401    | 147    |

### Cronologia presenze e reti in nazionale
| Cronologia completa delle presenze e delle reti in nazionale ― Croazia | Cronologia completa delle presenze e delle reti in nazionale ― Croazia | Cronologia completa delle presenze e delle reti in nazionale ― Croazia | Cronologia completa delle presenze e delle reti in nazionale ― Croazia | Cronologia completa delle presenze e delle reti in nazionale ― Croazia | Cronologia completa delle presenze e delle reti in nazionale ― Croazia | Cronologia completa delle presenze e delle reti in nazionale ― Croazia | Cronologia completa delle presenze e delle reti in nazionale ― Croazia |
| Data                                                                   | Città                                                                  | In casa                                                                | Risultato                                                              | Ospiti                                                                 | Competizione                                                           | Reti                                                                   | Note                                                                   |
| ---------------------------------------------------------------------- | ---------------------------------------------------------------------- | ---------------------------------------------------------------------- | ---------------------------------------------------------------------- | ---------------------------------------------------------------------- | ---------------------------------------------------------------------- | ---------------------------------------------------------------------- | ---------------------------------------------------------------------- |
| 8-10-2009                                                              | Fiume                                                                  | Croazia                                                                | 3 – 2                                                                  | Qatar                                                                  | Amichevole                                                             | 1                                                                      | 64’                                                                    |
| 14-10-2009                                                             | Astana                                                                 | Kazakistan                                                             | 1 – 2                                                                  | Croazia                                                                | Qual. Mondiali 2010                                                    | -                                                                      | 76’ 90+4’                                                              |
| 14-11-2009                                                             | Vinkovci                                                               | Croazia                                                                | 5 – 0                                                                  | Liechtenstein                                                          | Amichevole                                                             | -                                                                      | 72’                                                                    |
| 19-5-2010                                                              | Klagenfurt                                                             | Austria                                                                | 0 – 1                                                                  | Croazia                                                                | Amichevole                                                             | -                                                                      | 67’                                                                    |
| 23-5-2010                                                              | Osijek                                                                 | Croazia                                                                | 2 – 0                                                                  | Galles                                                                 | Amichevole                                                             | -                                                                      | 46’                                                                    |
| 11-8-2010                                                              | Bratislava                                                             | Slovacchia                                                             | 1 – 1                                                                  | Croazia                                                                | Amichevole                                                             | 1                                                                      | 46’                                                                    |
| 3-9-2010                                                               | Riga                                                                   | Lettonia                                                               | 0 – 3                                                                  | Croazia                                                                | Qual. Euro 2012                                                        | -                                                                      | 62’                                                                    |
| 7-9-2010                                                               | Zagabria                                                               | Croazia                                                                | 0 – 0                                                                  | Grecia                                                                 | Qual. Euro 2012                                                        | -                                                                      | 46’                                                                    |
| 9-2-2011                                                               | Pola                                                                   | Croazia                                                                | 4 – 2                                                                  | Rep. Ceca                                                              | Amichevole                                                             | -                                                                      | 63’                                                                    |
| 26-3-2011                                                              | Tbilisi                                                                | Georgia                                                                | 1 – 0                                                                  | Croazia                                                                | Qual. Euro 2012                                                        | -                                                                      | 70’                                                                    |
| 29-3-2011                                                              | Saint-Denis                                                            | Francia                                                                | 0 – 0                                                                  | Croazia                                                                | Amichevole                                                             | -                                                                      | 56’                                                                    |
| 3-6-2011                                                               | Spalato                                                                | Croazia                                                                | 2 – 1                                                                  | Georgia                                                                | Qual. Euro 2012                                                        | -                                                                      | 46’                                                                    |
| 6-9-2011                                                               | Zagabria                                                               | Croazia                                                                | 3 – 1                                                                  | Israele                                                                | Qual. Euro 2012                                                        | -                                                                      | 87’                                                                    |
| 7-10-2011                                                              | Atene                                                                  | Grecia                                                                 | 2 – 0                                                                  | Croazia                                                                | Qual. Euro 2012                                                        | -                                                                      | 60’ 61’                                                                |
| 11-10-2011                                                             | Fiume                                                                  | Croazia                                                                | 2 – 0                                                                  | Lettonia                                                               | Qual. Euro 2012                                                        | -                                                                      | 84’                                                                    |
| 11-11-2011                                                             | Istanbul                                                               | Turchia                                                                | 0 – 3                                                                  | Croazia                                                                | Qual. Euro 2012                                                        | -                                                                      | 85’                                                                    |
| 15-11-2011                                                             | Zagabria                                                               | Croazia                                                                | 0 – 0                                                                  | Turchia                                                                | Qual. Euro 2012                                                        | -                                                                      | 77’                                                                    |
| 29-2-2012                                                              | Zagabria                                                               | Croazia                                                                | 1 – 3                                                                  | Svezia                                                                 | Amichevole                                                             | -                                                                      | 46’                                                                    |
| 2-6-2012                                                               | Oslo                                                                   | Norvegia                                                               | 1 – 1                                                                  | Croazia                                                                | Amichevole                                                             | -                                                                      | 46’                                                                    |
| 10-6-2012                                                              | Poznań                                                                 | Irlanda                                                                | 1 – 3                                                                  | Croazia                                                                | Euro 2012                                                              | 1                                                                      | 72’                                                                    |
| 14-6-2012                                                              | Poznań                                                                 | Italia                                                                 | 1 – 1                                                                  | Croazia                                                                | Euro 2012                                                              | -                                                                      | 83’                                                                    |
| 18-6-2012                                                              | Danzica                                                                | Croazia                                                                | 0 – 1                                                                  | Spagna                                                                 | Euro 2012                                                              | -                                                                      | 66’ 90+1’                                                              |
| 7-9-2012                                                               | Zagabria                                                               | Croazia                                                                | 1 – 0                                                                  | Macedonia                                                              | Qual. Mondiali 2014                                                    | 1                                                                      | 63’ 93’                                                                |
| 11-09-2012                                                             | Bruxelles                                                              | Belgio                                                                 | 1 – 1                                                                  | Croazia                                                                | Qual. Mondiali 2014                                                    | -                                                                      | 59’                                                                    |
| 12-10-2012                                                             | Skopje                                                                 | Macedonia                                                              | 1 – 2                                                                  | Croazia                                                                | Qual. Mondiali 2014                                                    | -                                                                      | 64’                                                                    |
| 6-2-2013                                                               | Londra                                                                 | Croazia                                                                | 4 – 0                                                                  | Corea del Sud                                                          | Amichevole                                                             | 1                                                                      | 46’                                                                    |
| 14-8-2013                                                              | Vaduz                                                                  | Liechtenstein                                                          | 2 – 3                                                                  | Croazia                                                                | Amichevole                                                             | -                                                                      | 46’                                                                    |
| 6-9-2013                                                               | Belgrado                                                               | Serbia                                                                 | 1 – 1                                                                  | Croazia                                                                | Qual. Mondiali 2014                                                    | -                                                                      | 77’                                                                    |
| 15-10-2013                                                             | Edimburgo                                                              | Scozia                                                                 | 2 – 0                                                                  | Belgio                                                                 | Qual. Mondiali 2014                                                    | -                                                                      | 80’                                                                    |
| 19-11-2013                                                             | Zagabria                                                               | Croazia                                                                | 2 – 0                                                                  | Islanda                                                                | Qual. Mondiali 2014                                                    | -                                                                      | 81’                                                                    |
| 5-3-2014                                                               | Berna                                                                  | Svizzera                                                               | 2 – 2                                                                  | Croazia                                                                | Amichevole                                                             | -                                                                      | 46’                                                                    |
| 31-5-2014                                                              | Osijek                                                                 | Croazia                                                                | 2 – 1                                                                  | Mali                                                                   | Amichevole                                                             | -                                                                      | 60’                                                                    |
| 6-6-2014                                                               | Salvador de Bahia                                                      | Croazia                                                                | 1 – 0                                                                  | Australia                                                              | Amichevole                                                             | 1                                                                      | 59’                                                                    |
| 12-6-2014                                                              | San Paolo                                                              | Brasile                                                                | 3 – 1                                                                  | Croazia                                                                | Mondiali 2014 - 1º turno                                               | -                                                                      | 78’                                                                    |
| 23-6-2014                                                              | Recife                                                                 | Croazia                                                                | 1 – 3                                                                  | Messico                                                                | Mondiali 2014 - 1º turno                                               | -                                                                      | 74’                                                                    |
| 9-9-2014                                                               | Zagabria                                                               | Croazia                                                                | 2 – 0                                                                  | Malta                                                                  | Qual. Euro 2016                                                        | -                                                                      | 46’                                                                    |
| Totale                                                                 |                                                                        | Presenze                                                               | 36                                                                     |                                                                        | Reti                                                                   | 6                                                                      |                                                                        |

## Palmarès

### Giocatore

#### Competizioni nazionali
- Coppa di Croazia: 1

Hajduk Spalato: 2002-2003
- Campionato croato: 2

Hajduk Spalato: 2003-2004, 2004-2005
- Supercoppa di Croazia: 2

Hajduk Spalato: 2004, 2005
- Coppa di Lega scozzese: 1

Rangers: 2010-2011
- Campionato scozzese: 1

Rangers: 2010-2011

### Allenatore

#### Competizioni giovanili
- Kup Hrvatske u nogometu za juniore: 2

Lokomotiva Zagabria: 2022-2023, 2024-2025
- Juniorsko prvenstvo Hrvatske u nogometu: 1

Lokomotiva Zagabria: 2024-2025